# Kelly Motors
Kelly Motors war ein australischer Hersteller von Automobilen.

## Unternehmensgeschichte
Das Unternehmen aus Sydney begann 1922 mit der Produktion von Automobilen. Der Markenname lautete Summit. 1926 endete die Produktion. Eine Quelle gibt an, dass nur einige Fahrzeuge entstanden. Eine andere nennt mehrere hundert Fahrzeuge.

## Fahrzeuge
Die Basis bildete ein Fahrgestell mit 2845 mm Radstand. Darauf wurden verschiedene Karosserien wie Tourenwagen und Roadster montiert. Ab 1924 war auch eine Limousine erhältlich. Ungewöhnlich war die Federung.
Ein Vierzylindermotor von Lycoming mit 3384 cm³ Hubraum trieb das Fahrzeug an. Das Getriebe hatte drei Gänge. Die Ausstattung umfasste ein Autoradio, Zigarettenanzünder und elektrische Bremsleuchten.
Kelly Motors gewährte zwölf Monate Garantie.